# Phelsuma standingi
Espèce
Statut de conservation UICN

 VU B1ab(iii,v) : Vulnérable
Statut CITES
Phelsuma standingi ou gecko diurne de Standing est une espèce de geckos de la famille des Gekkonidae du Madagascar, on les retrouve dans une région spécifique au sud-ouest de l'île dans une zone aride. Cette espèce fut collectionnée durant de nombreuses années pour l'industrie des animaux exotiques, il est maintenant élevé en captivité dans plusieurs endroits du monde et la majorité des exportations furent stoppées pour préserver les espèces sauvages.

## Répartition
Cette espèce est endémique de la région d'Atsimo-Andrefana à Madagascar.
Dans son biotope, les températures atteignent les 30 °C localement la journée, avec une moyenne plutôt autour de 25 °C. La nuit celles-ci chutent aux alentours de 20 °C; le climat y est sec et aride.
L'hygrométrie est un peu plus faible que pour la plupart des Phelsuma, entre 60 et 70 %.

## Description

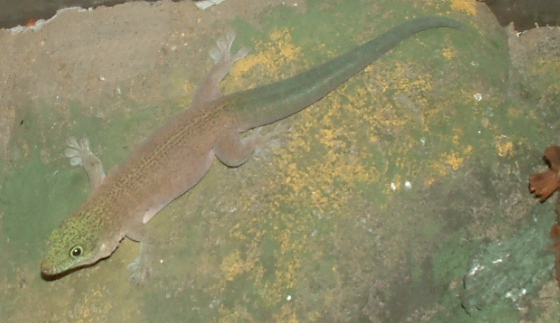
Phelsuma standingi

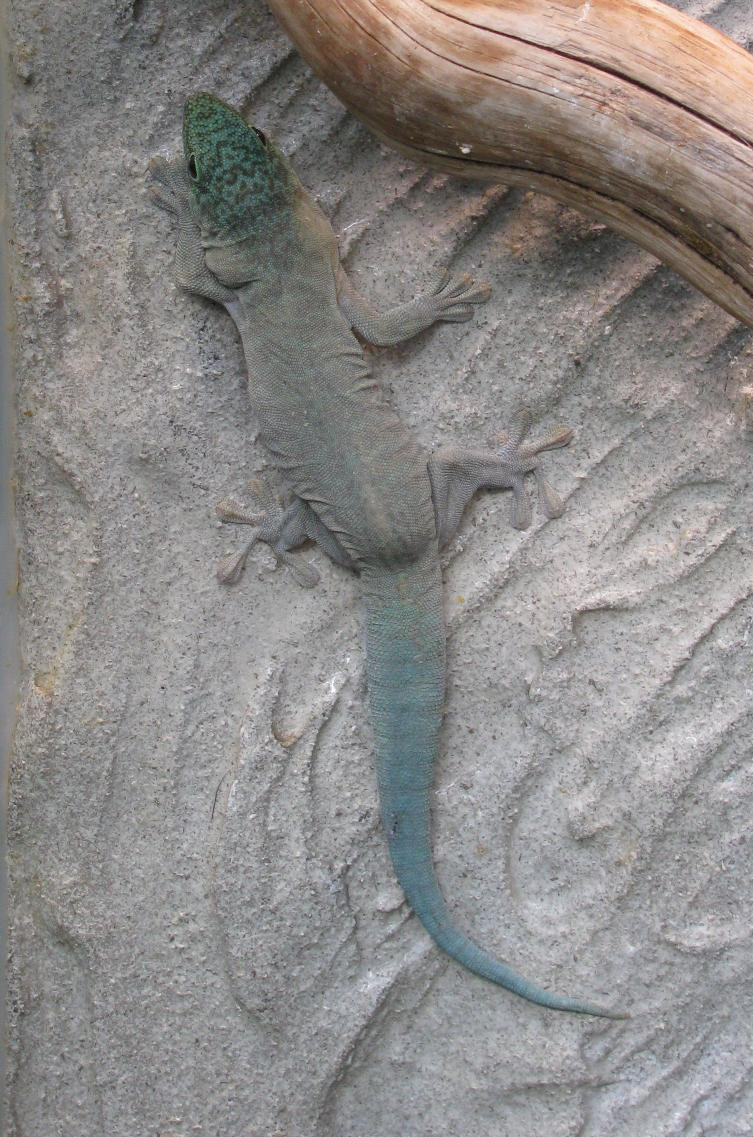
Phelsuma standingi

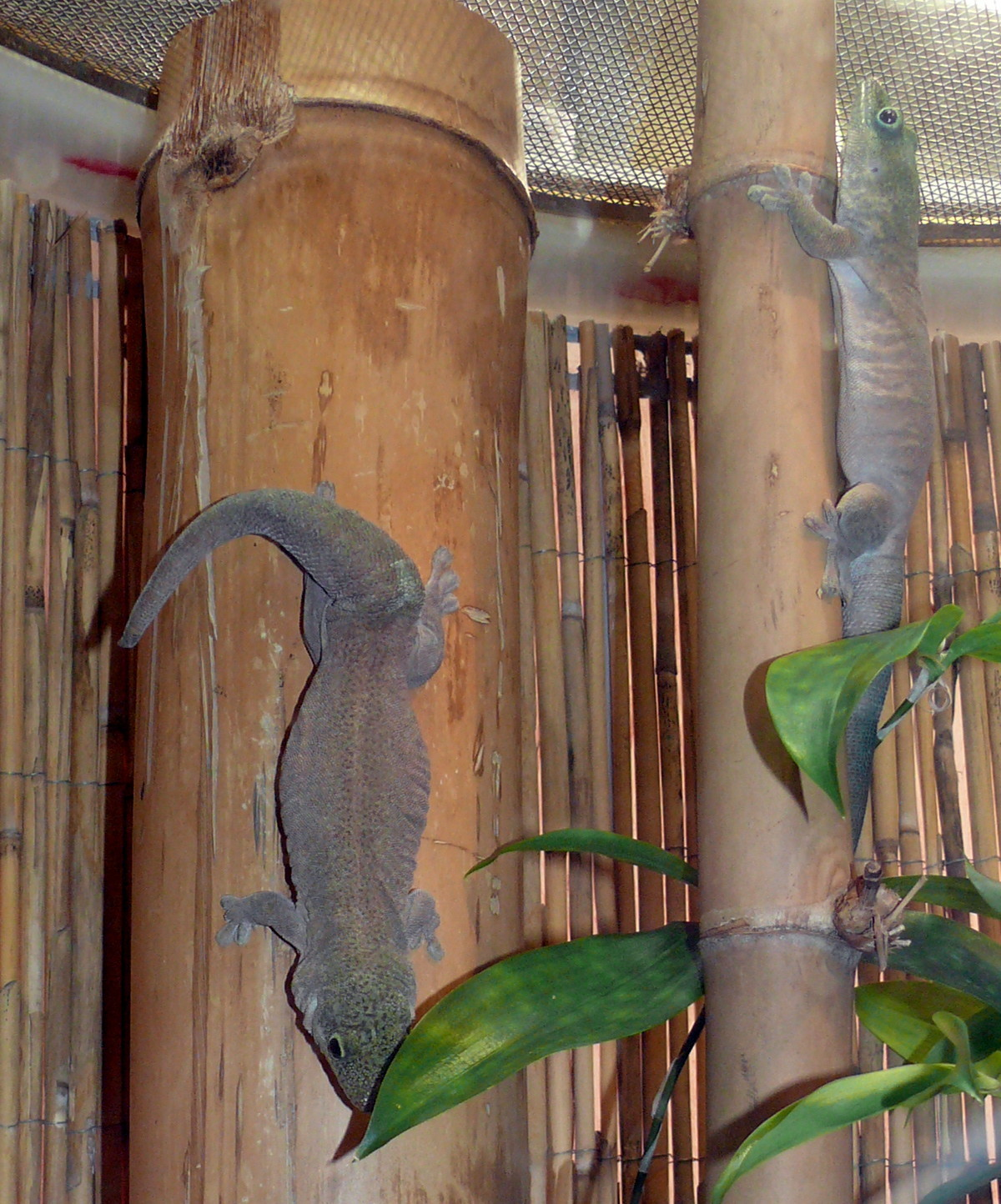
Phelsuma standingi

Ce gecko mesure jusqu'à 280 mm. Sa couleur de base est le gris clair ou brun, avec des points plus sombres. La tête est vert clair avec des taches marron et la queue bleu clair à turquoise. Les pattes antérieures sont grises à vert pâle et les postérieures grises à turquoise. Les lignes transversales peuvent apparaitre sur le corps, les pattes et la queue mais ces geckos sont parfois également mouchetés. Ils ont un aspect assez massif, et des écailles apparentes (aspect rugueux). Les couleurs sont en général plus marquées chez les petits. Il est à noter que la coloration varie selon l'activité, et qu'elle est beaucoup plus terne au repos.

## Alimentation
Ces geckos sont principalement insectivores, mais consomment également du nectar et des fruits, en léchant la pulpe.

## Éthologie
Les mâles sont très territoriaux et se battent lorsqu'ils sont en présence. Les femelles présentent également ce caractère vis-à-vis des autres femelles ce qui est plutôt rare chez les geckos. Habituellement un couple s'approprie un arbre sur lequel ils se nourrissent d'insectes et consomment du nectar.

## Reproduction
Les œufs incubent de 60 à 100 jours selon la température, qui peut aller jusqu'à 28 °C.
Les petits sont bleu pâle avec des bandes rouges, avec des couleurs plus marquées que chez les adultes.

## Étymologie
Cette espèce est nommée en l'honneur d'Herbert Fox Standing.

## En captivité
Ce gecko se rencontre en terrariophilie. Moins dispendieux que les espèces Phelsuma plus colorées, il marque un déclin sur le marché vers 2010 lorsque Madagascar devient plus sévère au sujet de l'exportation de spécimens, puisque celle-ci causait un grand détriment des P. standingi vivant dans la nature. On le garde habituellement dans un terrarium en verre avec l'apport de chaleur par lampes chauffantes et de rayonnement UVB et UVA par l'entremise d'ampoules prévues à cet effet; rares sont les individus qui boivent l'eau qui stagne, il est donc requis d'arroser l'environnement pour simuler la rosée pour fournir l'hydratation nécessaire. L'alimentation pour lézards insectivores en captivité est souvent composée de grillons, Blaptica dubia, vers de farine, vers de cire, larves de ténébrions, vers Goliath et vers phœnix. 

## Publication originale
- Methuen & Hewitt, 1913 : On a collection of reptiles from Madagascar made during the year 1911. Annals of the Transvaal Museum, vol. 3, no 4, p. 183-193 (texte intégral).

## Biographie
- Meier, 1977 : Beobachtungen an Phelsuma standingi. Salamandra, vol. 13, no 1, p. 1-12.
- Thomsen, 1983 : Der gro§e madagassische Taggecko, Phelsuma standingi. Herpetofauna, vol. 5, n. 25, p. 16-20.